# Jacobi Boykins
Jacobi Boykins (ur. 11 lutego 1995 w St. Petersburgu) – amerykański koszykarz grający na pozycji rzucającego obrońcy, od 2023 zawodnik Mornar Barsko Zlato.
W 2018 reprezentował Orlando Magic podczas letniej ligi NBA w Las Vegas.
20 października 2021 przeszedł do Asseco Arki Gdynia. 4 października 2022 został zawodnikiem tureckiego Semt77 Yalovaspor. 23 sierpnia 2023 dołączył do czarnogórskiego Mornar Barsko Zlato.

## Osiągnięcia
Stan na 26 listopada 2023, na podstawie, o ile nie zaznaczono inaczej.
NCAA
- Mistrz sezonu regularnego konferencji USA (2015)
- MVP turnieju Cancun Challenge (2018)
- Zaliczony do:
  - I składu:
    - defensywnego konferencji USA (2017)
    - turnieju:
      - New Orleans Classic (2018)
      - Cancun Challenge Riviera Division (2018)

  - II składu All-Louisiana (2018)
  - III składu:
    - konferencji USA (2017, 2018)
    - All-Louisiana (2017)
- Lider konferencji USA w:
  - średniej przechwytów (2017 – 2)
  - liczbie przechwytów (2017 – 65)
  - skuteczności rzutów wolnych (2018 – 91,5%)

Drużynowe
- Uczestnik międzynarodowych rozgrywek:
  - FIBA Intercontinental Cup (2020)
  - FIBA Europe Cup (2018/2019)

Indywidualne
- MVP kolejki EBL (14 – 2021/2022)[7]
- Zaliczony do I składu kolejki EBL (12, 14 – 2021/2022)[8][9]